# Aoki densetsu shoot!
Aoki Densetsu Shoot! (蒼き伝説シュート!?) est un manga de Tsukasa Ōshima qui a remporté en 1994, le Kodansha Manga Award dans la catégorie shōnen. Il a été adapté en un anime de cinquante-huit épisodes produit par Toei Animation et diffusé entre le 7 novembre 1993 et 25 décembre 1994 sur le réseau Fuji TV. L'histoire tourne autour d'un garçon nommé Toshihiko Tanaka, qui vient de rejoindre la Kakegawa High School, afin de jouer au football avec son idole, Yoshiharu Kubo.
Une nouvelle adaptation en anime est annoncée le 17 novembre 2021. Elle est réalisée par le studio d'animation EMT Squared. Sa diffusion commencera en juillet 2022.

## Musique
Opening Theme
"Keep Going jusqu'à atteindre votre rêve" ~ (Yell ~ Anata no Yume ga Kanau Made ~)" par WENDY
Générique de fin
- "Sunao de itai" de Wendy (1-46, 58)
- "Watashi Datte" par Noriko Hidaka (47-57)